# تناجر أسود الظهر
تناجر أسود الرأس (الاسم العلمي: Tangara peruviana)، هو نوع من الطيور يتبع فصيلة التناجر ضمن رتبة العصفوريات.